# Баффало-Лейк (Міннесота)
Баффало-Лейк (англ. Buffalo Lake) — місто (англ. city) в США, в окрузі Ренвілл штату Міннесота. Населення — 660 осіб (2020).

## Географія
Баффало-Лейк розташоване за координатами 44°44′14″ пн. ш. 94°37′5″ зх. д. / 44.73722° пн. ш. 94.61806° зх. д. (44.737178, -94.618080).  За даними Бюро перепису населення США в 2010 році місто мало площу 1,75 км², уся площа — суходіл.

## Демографія
Згідно з переписом 2010 року, у місті мешкали 733 особи в 288 домогосподарствах у складі 176 родин. Густота населення становила 418 осіб/км².  Було 327 помешкань (187/км²).
Расовий склад населення:
| - 93,2 % — білих - 0,8 % — азіатів - 0,3 % — корінних американців - 0,3 % — чорних або афроамериканців - 3,7 % — осіб інших рас |

До двох чи більше рас належало 1,8 %. Частка іспаномовних становила 8,3 % від усіх жителів.
За віковим діапазоном населення розподілялося таким чином: 24,6 % — особи молодші 18 років, 51,4 % — особи у віці 18—64 років, 24,0 % — особи у віці 65 років та старші. Медіана віку мешканця становила 42,4 року. На 100 осіб жіночої статі у місті припадало 102,5 чоловіків;  на 100 жінок у віці від 18 років та старших — 90,0 чоловіків також старших 18 років.
Середній дохід на одне домашнє господарство  становив 53 559 доларів США (медіана — 42 031), а середній дохід на одну сім'ю — 65 515 доларів (медіана — 55 417). За межею бідності перебувало 10,4 % осіб, у тому числі 13,7 % дітей у віці до 18 років та 4,9 % осіб у віці 65 років та старших.
Цивільне працевлаштоване населення становило 262 особи. Основні галузі зайнятості: виробництво — 34,4 %, освіта, охорона здоров'я та соціальна допомога — 18,7 %, будівництво — 11,8 %, роздрібна торгівля — 9,9 %.